# Gil Joseph Wolman
Gil Joseph Wolman (París, 1929–París, 1995) fou un artista francès que va crear una obra caracteritzada per la fusió radical de les diferents arts, particularment la pintura, la poesia i el cinema. Va formar part del grup d'avantguarda del lletrisme, iniciat per Isidore Isou a finals dels anys quaranta, que proclamava una transformació de les arts i la societat.
És especialment conegut per l'escàndol provocat per la seva pel·lícula L'Anticoncept (1951). Aquesta, va ser projectada per primera vegada l'11 de febrer de 1952 al cinema-club Avant-Garde 52 a sobre d'un globus meteorològic.